# Marcus Scribonius Libo Drusus
Marcus Scribonius Libo Drusus († 13. September 16 n. Chr. in Rom) war ein römischer Senator zu Beginn der Kaiserzeit.
Libo Drusus war vermutlich der Enkel (nach älteren Rekonstruktionen der Sohn) von Lucius Scribonius Libo (Konsul 34 v. Chr.) und wurde von Marcus Livius Drusus Libo (Konsul 15 v. Chr.) adoptiert. Seine Großtante war Scribonia, zeitweilige Ehefrau des Kaisers Augustus. Über seine Mutter Pompeia Magna war er Urenkel des Triumvirn Gnaeus Pompeius Magnus.
Er war Prätor im Jahr 16 n. Chr.; sein Bruder Lucius war im selben Jahr Konsul. In diesem Jahr wurde Libo Drusus, vornehmlich durch Numerius Vibius Serenus vor dem Senat angeklagt, einen Umsturz gegen Kaiser Tiberius zu planen und dazu Wahrsager und Astrologen befragt zu haben. Laut der Darstellung des Tacitus handelte es sich um eine von langer Hand eingefädelte Intrige, die Libo Drusus nicht entkräften konnte, obwohl der größte Teil der Anschuldigungen lächerlich war. Da der Senat jedoch beschloss, Libos Sklaven unter Folter zu befragen, bat er darum, die Verhandlung für einen Tag zu unterbrechen, und nahm sich gegen den Rat Scribonias noch vor Ende des Prozesses das Leben. Erst danach erklärte Tiberius, er hätte für einen Freispruch gestimmt. Libos Besitz wurde unter den Anklägern aufgeteilt.